# Río Cabo (afluente del Cabrera)
El Río Cabo es río español ubicado en la comarca de la Cabrera, en la provincia de León. Nace en el Cabeza de la Yegua y desemboca en el río Cabrera entre los pueblos de Nogar y Saceda, en su tramo medio existe una minicentral eléctrica de la empresa del Grupo Viloria.
Su régimen es pluvio-nival, con un máximo en invierno y primavera y un mínimo en verano.